# Top of the World (chanson des Carpenters)
Pour l’article homonyme, voir Top of the World.
Singles de The Carpenters
Yesterday Once More
(1973) Jambalaya (On the Bayou)
(1974)
Singles de Lynn Anderson
Keep Me in Mind
(1973) Sing About Love
(1973)
Top of the World est une chanson des Carpenters extraite de leur quatrième album studio, A Song for You, sorti en 1972 chez Columbia Records.
L'année suivante, la chanson fut reprise par Lynn Anderson, dont la version est sortie sur son album intitulé aussi Top of the World et comme le premier single de cet album. Sa version a atteint la 2e place du classement country, le Hot Country Singles, du magazine américain Billboard (pour la semaine du 2 août 1973) et la 74e place du Billboard Hot 100 (pour la semaine du 25 août).
Ce succès d'une reprise qui était une « copie conforme » de l'original a incité les Carpenters à sortir leur version en single aussi.
Sorti en single, l'original des Carpenters atteint la 1re place du Billboard Hot 100 (la semaine du 1er décembre 1973) et y reste une semaine de plus.

## Composition
La chanson est écrite par Richard Carpenter (composition) et John Bettis (paroles).
Le titre a été utilisé en ouverture du film japonais Miseinen en 1995. En 2003, Beginner l'as utilisé comme musique de fin. Dans le film Shrek 4 : Il était une fin la chanson est utilisé quand Shrek adore être un "vrai ogre" et terrifie les villageois. En 2012, elle est utilisée dans Dark Shadows (film) quand une interprétation des Carpenters apparaît à la télévision. La série Netflix After Life (série télévisée, 2019) l'as utilisée comme chanson d'ouverture de l'épisode 1 de la saison 2.
Les paroles décrivent l'amour de Karen, la chanteuse, envers son mari Richard, cet amour est tellement intense qu'il la fait se sentir "au sommet du monde".